# Vulgichneumon terminalis
Vulgichneumon terminalis là một loài tò vò trong họ Ichneumonidae.